# Charteren
Charteren is het huren van een vervoermiddel inclusief bemanning, voor personen- of goederenvervoer. Bij personenvervoer kan een reisgezelschap zelf het vervoermiddel charteren, maar ook een bedrijf kan dit doen en dan de plaatsen los verkopen.

## Schip
Een charterpartij is een bevrachtingovereenkomst of een huurcontract tussen de scheepseigenaar en de bevrachter. Hierin worden alle voorwaarden voor het huren van het schip opgesomd: de exacte tarieven, de periode en eventueel speciale overeenkomsten. Een schip kan onder verschillende voorwaarden verhuurd worden: in zijn geheel, gedeeltelijk, voor een bepaalde reis, voor meerdere reizen of voor een zekere periode.

## Trein
Bij spoorwegmaatschappijen is er de mogelijkheid een trein te huren (door bv. een grote groep of organisatie). De spoorwegmaatschappij rijdt dan in opdracht van de initiatiefnemer. Die laatste kan een willekeurig vertrek-, en aankomststation kiezen. Naargelang de beschikbare rijpaden kan ook een vertrekuur worden gekozen.

## Wegvervoer
Bij het wegvervoer wordt de term gebruikt wanneer een bedrijf met zijn eigen wagens in opdracht rijdt voor een groter bedrijf. Vaak worden hierbij dan de wagens beplakt met het logo van het bedrijf waarvoor de opdracht wordt uitgevoerd. Daarnaast staat ook op de wagens, maar minder opvallend, het logo of bedrijfsgegevens van het bedrijf dat de opdracht uitvoert. Voorbeeld van een charter in het wegvervoer zijn plaatselijke of regionale transportbedrijven die voor postbedrijven zoals PostNL of DPD postpakketten naar de klanten brengen.